# Ritch Savin-Williams
Ritch Savin-Williams (* 1949) ist ein US-amerikanischer Psychologe, Autor und Professor für Entwicklungspsychologie an der Cornell University, der sich auf LGBT-Studien spezialisiert hat. Gegenwärtig hat er den Sitz des Department of Human Development an der Universität inne.
Savin-Williams studierte nach seiner Schulausbildung Psychologie und erhielt den Bachelor in Psychologie an der University of Missouri im Jahre 1971. Des Weiteren erreichte er den Master in Religionswissenschaften 1973 und 1977 den Ph.D. in human development 1977 an der University of Chicago. Savin-Williams arbeitete in der klinischen Psychologie an der University of Massachusetts von 1989 bis 1993 und ging danach an das Children’s Hospital of Michigan.
Savin-Williams konzentrierte seine Forschungen auf Heranwachsende und junge Erwachsene. Er erforschte deren sexuelle Identität und deren Entwicklung, wobei er einen Schwerpunkt in der Erforschung sexueller Minderheiten setzte. Zudem betrieb er neben seiner Forschung eine kleine private Praxis. Savin-Williams erschien in der US-amerikanischen Sendung Good Morning America und war Gast in den Sendungen 20/20 und in der The Oprah Winfrey Show. Savin-Williams trat als Experte in Gerichtsfällen auf, wo über die Adoption durch gleichgeschlechtliche Paare, die gleichgeschlechtliche Ehe, und der Ausschluss von homosexuellen Männern aus der Organisation Boy Scouts of America gestritten wurde.

## Werke
- The New Gay Teenager, 2005
- “Mom, Dad. I’m gay.” How Families Negotiate Coming Out, 2001
- “...and then I became gay.” Young Men's Stories, 1998
- The Lives of Lesbians, Gays, and Bisexuals: Children to Adults, 1996
- Beyond Pink and Blue: Exploring our Stereotypes of Sexuality and Gender, 1994
- Gay and Lesbian Youth: Expressions of Identity, 1990
- Adolescence: An Ethological Perspective, 1987

## Auszeichnungen
Die American Psychological Association zeichnete Savin-Williams mit dem Division 44 Distinguished Book Award für das Buch The New Gay Teenager 2005 aus.